# Shelfordia
Shelfordia is een geslacht van insecten uit de orde vliesvleugeligen (Hymenoptera) en de familie schildwespen (Braconidae).

## Soorten
Deze lijst van 43 stuks is mogelijk niet compleet.
- S. ashmeadi (Cameron, 1903)
- S. basiplagiata (Cameron & Strand, 1912)
- S. bispeculum (Enderlein, 1920)
- S. capensis (Cameron, 1904)
- S. celebesiensis (Szepligeti, 1901)
- S. cinereicauda (Fahringer, 1942)
- S. combusta (Smith, 1860)
- S. criniseta (Enderlein, 1920)
- S. charaxa (Cameron, 1897)
- S. chinensis Wang, Chen & He, 2003
- S. distincticarinata (Cameron & Strand, 1912)
- S. flagriseta (Enderlein, 1920)
- S. foveata (Smith, 1858)
- S. havilandi (Cameron, 1906)
- S. ingentiseta (Enderlein, 1920)
- S. khasiana (Cameron, 1899)
- S. kuchingensis (Cameron, 1903)
- S. lineativentris (Cameron, 1907)
- S. longicaudata van Achterberg, 1993
- S. luzonensis (Cameron & Strand, 1912)
- S. malaccaensis (Strand, 1912)
- S. marginifoveata (Cameron & Strand, 1912)
- S. martini (Cameron & Strand, 1912)
- S. melancholica (Strand, 1911)

- S. novaguinensis (Szepligeti, 1900)
- S. pallidiceps (Cameron & Strand, 1912)
- S. patrous (Cameron, 1903)
- S. philippensis (Roman, 1914)
- S. quadricarinata (Enderlein, 1920)
- S. rimicunea (Enderlein, 1920)
- S. rostrata (Szepligeti, 1901)
- S. rubricaudis (Cameron & Strand, 1912)
- S. rubritincta (Cameron & Strand, 1912)
- S. ruficeps Cameron, 1902
- S. rugifrons (Smith, 1858)
- S. sadyates (Cameron, 1903)
- S. seticaudis (Szepligeti, 1906)
- S. shelfordi (Cameron, 1903)
- S. sibalangitensis (Cameron & Strand, 1912)
- S. sorana (Cameron, 1904)
- S. sylea (Cameron, 1903)
- S. trichiotheca (Cameron, 1904)
- S. vechti (Quicke, 1984)